# 美國東北部

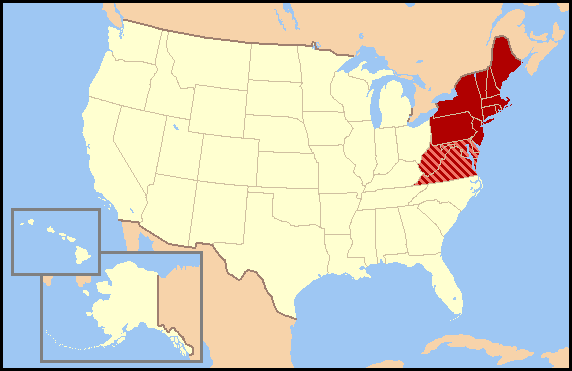
不同的資料來源對於此區域常會有不同的定義。以深紅色表示的州通常是被大家認為被包含在此區域內，但以紅色條纹狀表示的州則不一定會被認為是美國東北部。

美國東北部為美国人口调查局所定義的美国地區。美國東北部北臨加拿大，西臨中西部，南接美國南部，東向大西洋。此區域乃美國工商業最發達的區域及都市化程度最高的區域，美國第一大都會紐約市即位於該區。
根據人口調查局的定義，美國的東北部包括9個州：康乃狄克州、緬因州、麻塞諸塞州、新澤西州、新罕布夏州、紐約州、賓夕法尼亞州、羅德島州、以及佛蒙特州，東北部還可分為新英格蘭以及紐約都會區。有些非官方的較廣義之分類會因為這些州被包括在波士頓-華盛頓城市帶之中，所以有時會將馬里蘭州、德拉瓦州、华盛顿特区、維吉尼亞州、以及西維吉尼亞州包含在此區域中（所以會因人而異），但是人口調查局官方將這些州定義為南大西洋地區的一部分。而有些較狹義的分類則只將此區域限制於新英格蘭、紐約都會區、及費城地區之中。雖然俄亥俄州的絕大部分地區是被分類在中西部之下，但大克里夫蘭地區及俄亥俄州東北部在文化上（因為傳統以及語言腔調之關係）被認為比該州其他地區較為傾向美國東北部之文化。
美國東北部是全美最富裕的地區。根據2004年的資料，美國人口調查局的報告顯示全美10個最富裕的州裡有5個就位於東北部。這五個州依據家庭收入排名為：新澤西州（第一）、康乃狄克州（第二）、馬里蘭州（第三）、麻塞諸塞州（第五）、以及新罕布夏州（第六）。根據經濟分析局2005年的報告指出，全美前五個每人年均收入最高的州依序為：康乃狄克州、馬里蘭州、麻塞諸塞州、紐澤西州和紐約州。在此區域內，紐約市獨佔美國2005年国内生产总值的8%。此區域內的州都有著富裕的經濟收入，不過多數的州的人口以及面積都其他州小，除了紐約州、紐澤西州、與賓夕法尼亞州在全美人口數排前10名之列，沒有一個州列居於全美面積前10大之列。

## 地理

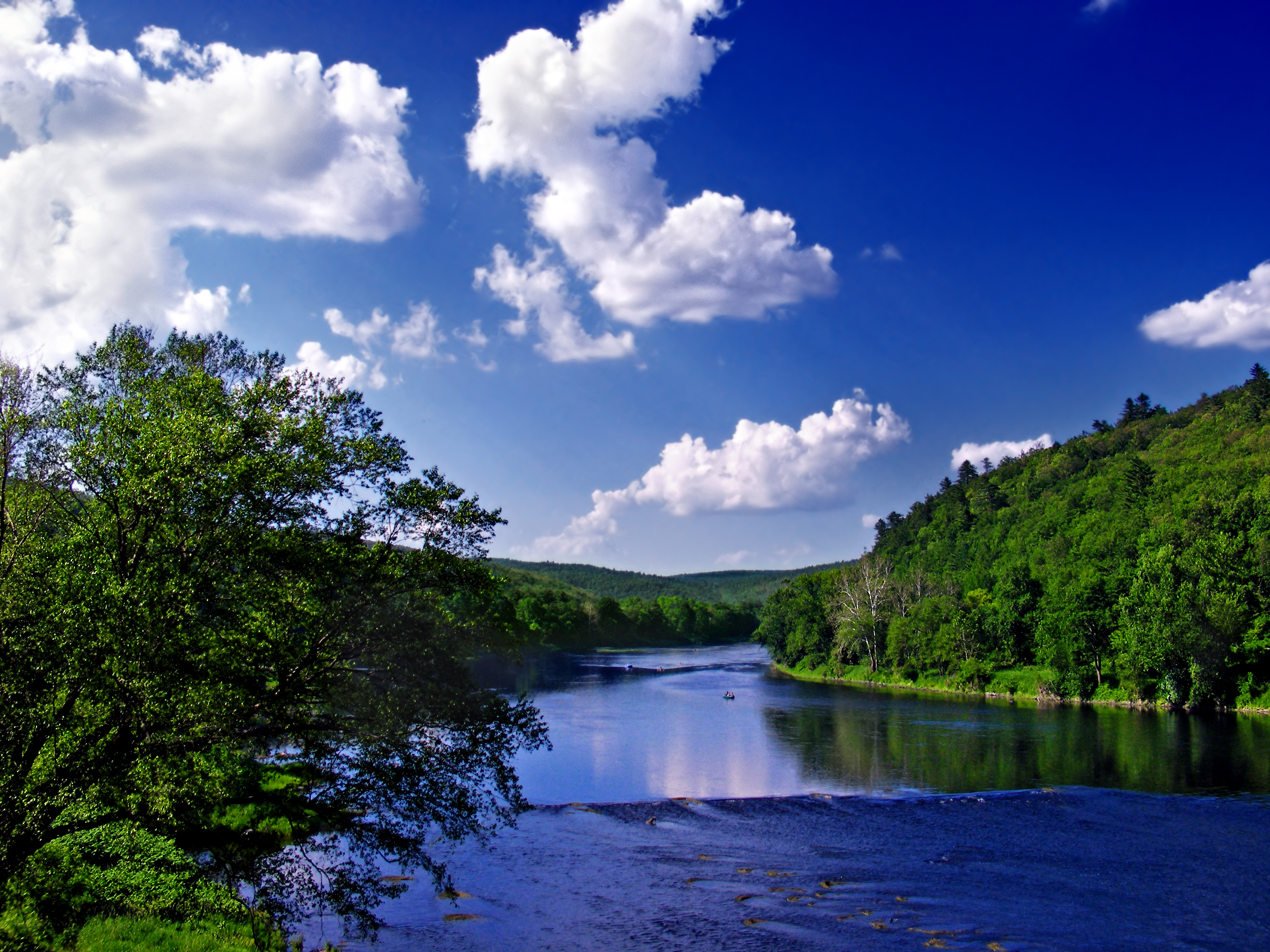
德拉瓦河一景。

美國東北部的地形景觀是非常多變的，景觀可以從新英格蘭的岩岸經過在賓州的阿列格尼丘陵（Allegheny Front）轉變到俄亥俄河河谷的肥沃農田。靠近於緬因州及新罕布夏州州界的淺灘小島（Isles of Shoals）可視為東北部大西洋岩岸之開始。在緬因的北部海岸可以看到崎嶇不平的懸崖與海平面相差100英呎；在緬因的西郭德岬（West Quoddy Head）——同時也是美國最東端——以南，岩岸便慢慢的變為沙岸，並一直延伸於整個美國東北部的大西洋海岸。在麻州鱈魚角和新澤西州的五月岬之間有許多大型島嶼，其中包括了南塔克特島、瑪莎葡萄園島、黑島、長島、曼哈頓島、以及史泰登島。
有四條主要河流之大西洋三角洲位於此區域海岸：在新澤西州與德拉瓦州交界處的德拉瓦河、在紐約州與新澤西州的交界處的哈德遜河、康乃狄克州的康乃狄克河、以及緬因州的坎南貝克河。坎南貝克河往緬因州內陸延伸超過100公里，其源頭更超過奧古斯塔。哈德遜河於紐約都會區流入紐約港，其上游向北可一直延伸至卡茲奇山，再往北則可以在紐約上州中的阿第倫達克山脈找到它的源頭。莫華克河從其靠近雪城之源頭向東流，於奧本尼市北邊匯入哈德遜河。

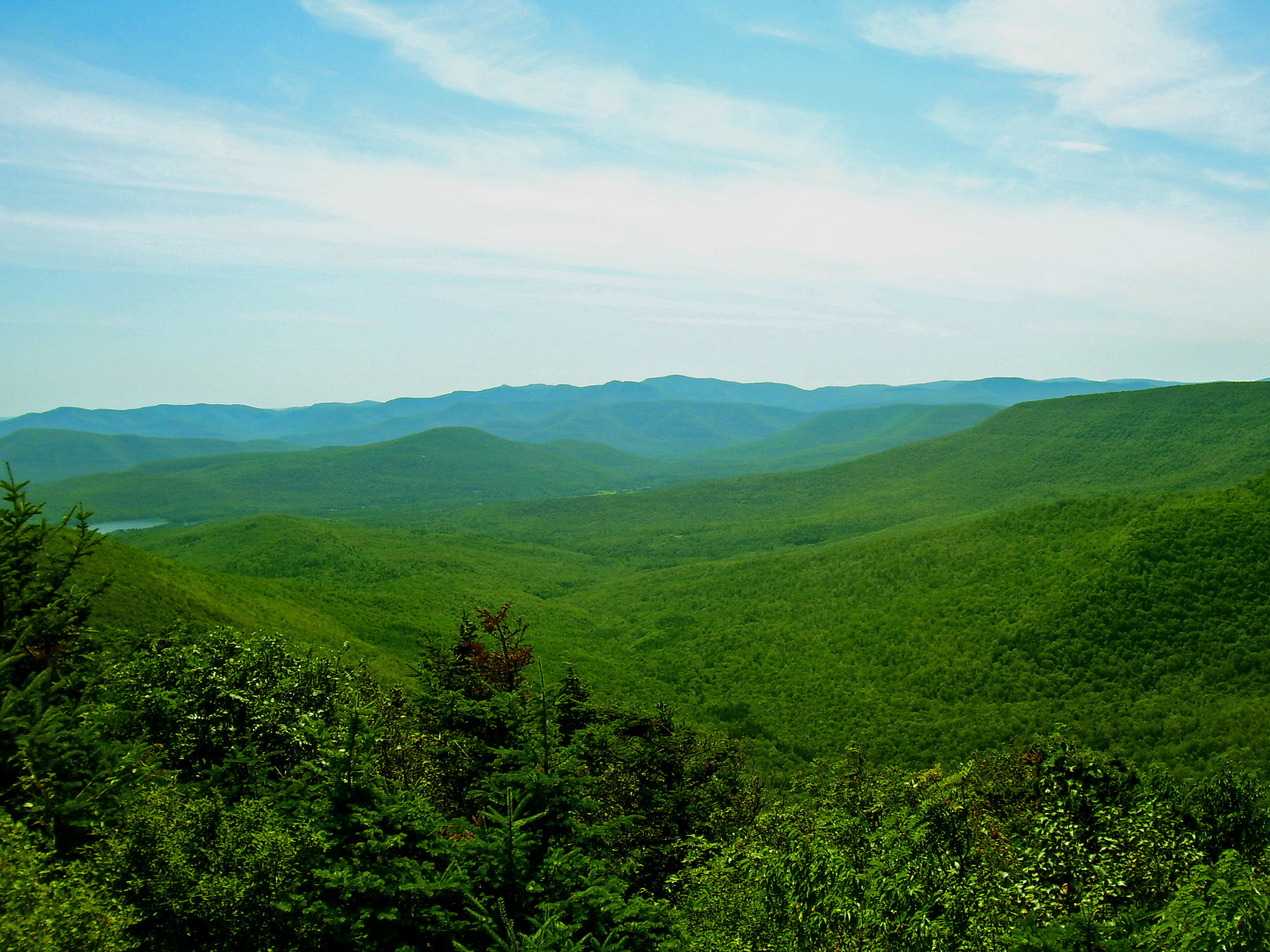
紐約州的卡茲奇山，最高處海拔為1,274公尺。

康乃狄克河向南沿著新罕布夏州與佛蒙特州之邊界流經綠山山脈與白山山脈，往南經過斯普林菲爾德以及哈特福，在於康州南岸注入長島海灣。東北部最高峰以及全美最強風之所在便是在新罕布夏州的白色山脈中的華盛頓峰（Mt. Washington）。山中老人峰（Old Man of the Mountain）也是白色山脈上一地質著名景點，雖然此地質奇景已於2003年崩塌，但其景象仍深印於該州人民心中與該州之美國50州紀念幣上。在往綠色山脈東邊前進在紐約州與佛蒙特州州界為冰河侵蝕所形成的尚普蘭湖，而佛蒙特州的最大城市伯靈頓就在該湖邊。
德拉瓦河自波可諾山脈（Pocono Mountains）與Castskill Mountains發源，流經理海谷（Lehigh Valley），翠頓，以及費城，最後注入介於德拉瓦州與新澤西州交界的德拉瓦灣。此河亦為賓夕法尼亞州與新澤西州之天然州界。薩斯奎哈納河於紐約州之開始，之後流經賓州的阿列格尼高原和波可諾山區，在跨越賓州州界進入馬里蘭州之後便注入奇瑟皮克灣。
若往薩斯奎哈納河之西北方去，則可以到達紐約上州之五指湖，再往北便可瀕臨北美五大湖中位於紐約州的安大略湖以及位於紐約州及賓州的伊利湖。在水牛城的附近，有一個介於這兩個五大湖及紐約州與安大略省之間的地峽造就了尼亞加拉瀑布。俄亥俄河從阿列格尼高原發源向南流經匹茲堡，而後流入中西部，並於此區域匯入密西西比河。

## 歷史

### 新英格蘭地區
新英格蘭的分界可說是所有美國地理區域內最明確的一個區域。新英格蘭地區與其他地區比較起來擁有最強烈的文化一致性以及非常相近的傳統習俗。新英格蘭在美國歷史中佔了一個非常重要的角色。自17世紀末起，新英格蘭地區一直是美國多方面的先鋒，此區域的政治、教育、文化、以及新知識可以說是帶領著美國全國直到十八世紀中葉末期。同時間此區域也是美國的經濟中心。
最早來到新英格蘭的開拓者是尋找宗教自由的英國新教徒。這群開拓者為這個區域帶來了其獨特的政府型態——城鎮會議（town meetings）。在城鎮會議中人民可以聚集起來一起討論當天的大事。直至今天，城鎮會議還是許多新英格蘭城鎮的重要政府組織。
此區域對教育的重視更是眾所皆知。有許多世界知名的學校即位於此區域，8個常春藤盟校中就有4個在新英格蘭，除此之外還有麻省理工學院、塔夫斯大學、以及許多著名大學及學院。如此的大學密集度更是沒有任何一個區域可以與其相比的。美國首座大學哈佛大學便是於1636年在劍橋市創立。高等教育學校在此集中為新英格蘭帶來了許多受過良好教育的人才，並使得此區域在學術研究經費使用方面為全美國最高，這填補了新英格蘭地區自然資源不足的缺點，更進而使得新英格蘭地區成為全美最富有的區域。
當一部分的最初開拓者向西移居，許多移民自加拿大、愛爾蘭、義大利、以及東歐地區移入此區域，不過新英格蘭地區還是保持了其原本的特徵。例如在許多小城鎮可看到的簡單的小木屋和古雅的白色尖頂教堂或是大西洋沿岸都可看到的傳統燈塔都是此區域的特徵之一。此區域奇幻多變令人捉摸不清的天氣以及秋天的紅葉也是其特點之一。因為此區域的文化及自然風景，新英格蘭地區一直是非常受歡迎的遊覽勝地。大致上來講，新英格蘭地區政治偏於比較自由方向，但是還是被其傳統的文化所束縛著。因為新英格蘭地區是美國最靠近英格蘭的地方，所以此區域相對於美國其他區域對於歐洲事物以及觀念較於開放。
由於位於紐約附近，新英格蘭區的西南角（即康乃狄克州西部的三分之一）有時會被認為在文化以及人口分布上與中大西洋地區更為相近。

### 中大西洋地區
中大西洋地區有許多的重工業，在美國成立初期此區域提供了工業以及對從歐洲來的移民的「大鎔爐」功用。沿著主要運輸及水道的許多地方發展出了許多的大小城市，其中包括哈德遜河口的紐約市以及德拉瓦河畔的費城。
與新英格蘭相比，中大西洋地區的開拓者的來源更為複雜。荷蘭殖民者佔據哈德遜河谷下游，現為新澤西州以及紐約州。瑞典殖民者則於德拉瓦上岸。貴格會（英國新教的一支）於當今賓夕法尼亞州住下，而在物換星移下，這些區域逐漸的被英國殖民者控制。由於此區域豐富的人口文化歷史相當的複雜，許多移民就算再經過了數代的傳遞，但仍然保有著明顯的文化多樣性。
早期的開拓者大多以務農及貿易為業。此區域成為北部以及南部之間的橋樑，位於此南北北美殖民地中間的費城更成為美國獨立戰爭期間的大陸會議所在地。費城也是於1776年起草的美國獨立宣言以及1787年正式頒布的美國憲法的美國城市。

## 文化

### 語言、種族、及宗教

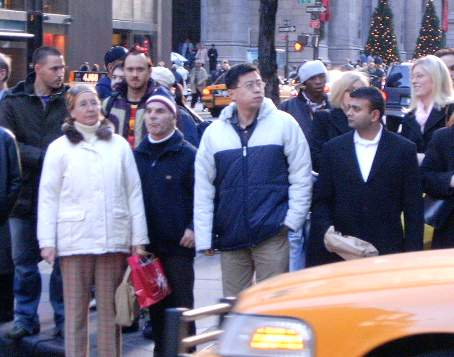
許多不同種族的人行走在紐約市的街頭

東北部的文化組成與美國其他地區有著些許的不同，並不是那麼的單純。
美國南部的多數人口都是美南浸信會清教徒，但東北部有近一半的州的居民大部分信天主教，但東北部亦是全美最世俗化的地區之一，教堂的出席率較全美其他地區低，約20%的人是無宗教。除了天主教之外，東北部還有許多其他宗教，例如紐約州有相當多猶太教徒，而新澤西州、康乃狄克州、麻塞諸塞州、賓夕法尼亞州、馬里蘭州，都有著顯著的天主教徒及猶太教徒人口。
東北部存在著許多種不同的口音，包括:
- 波士頓口音，大致上包括麻塞諸塞州東部往北到緬因州
- 紐約新澤西口音
- 費城口音
- 匹茲堡口音
- 中賓夕法尼亞口音

美國東北部中的大都會區是美國內種族最多元化的地區，此區域內有著大量非裔美國人、拉丁美裔、及亞裔人口，以及少數的美洲原住民。紐約市可以說是最種族多元的城市，因為至今紐約市還是最大的移民入口處。在美國人口調查局定義內的東北部的三個最大城市（紐約市、費城、以及波士頓）有相同的移民結構：非裔、義裔、愛爾蘭裔與波多黎各裔。
許多來自歐洲的移民都住在東北部，而居住在此的歐洲白人移民比居住在其他地區的人更常自稱為某族裔。麻州波士頓可稱為愛爾蘭裔美國人的首都，而紐約市布魯克林區則以大量的義大利裔美國人聞名（雖然許多義裔已經搬往城市外圍的郊區），曼哈頓區也有不少猶太裔美國人居民。雖然現在仍然有許多猶太人住在曼哈頓，不過20世紀中時猶太人佔了超過一半的居住在曼哈頓白人人口（當時全美一半的猶太人口居住於紐約市）。賓夕法尼亞荷蘭人（實際上為德國後裔）居於蘭卡斯特郡。整體上來講，東北部的人口主要以猶太人、義大利裔、愛爾蘭裔、德國裔、以及加拿大法語裔為主。麻塞諸塞州的新貝德福德以及新澤西州的紐華克都有高度的葡萄牙裔人口。

### 聚落

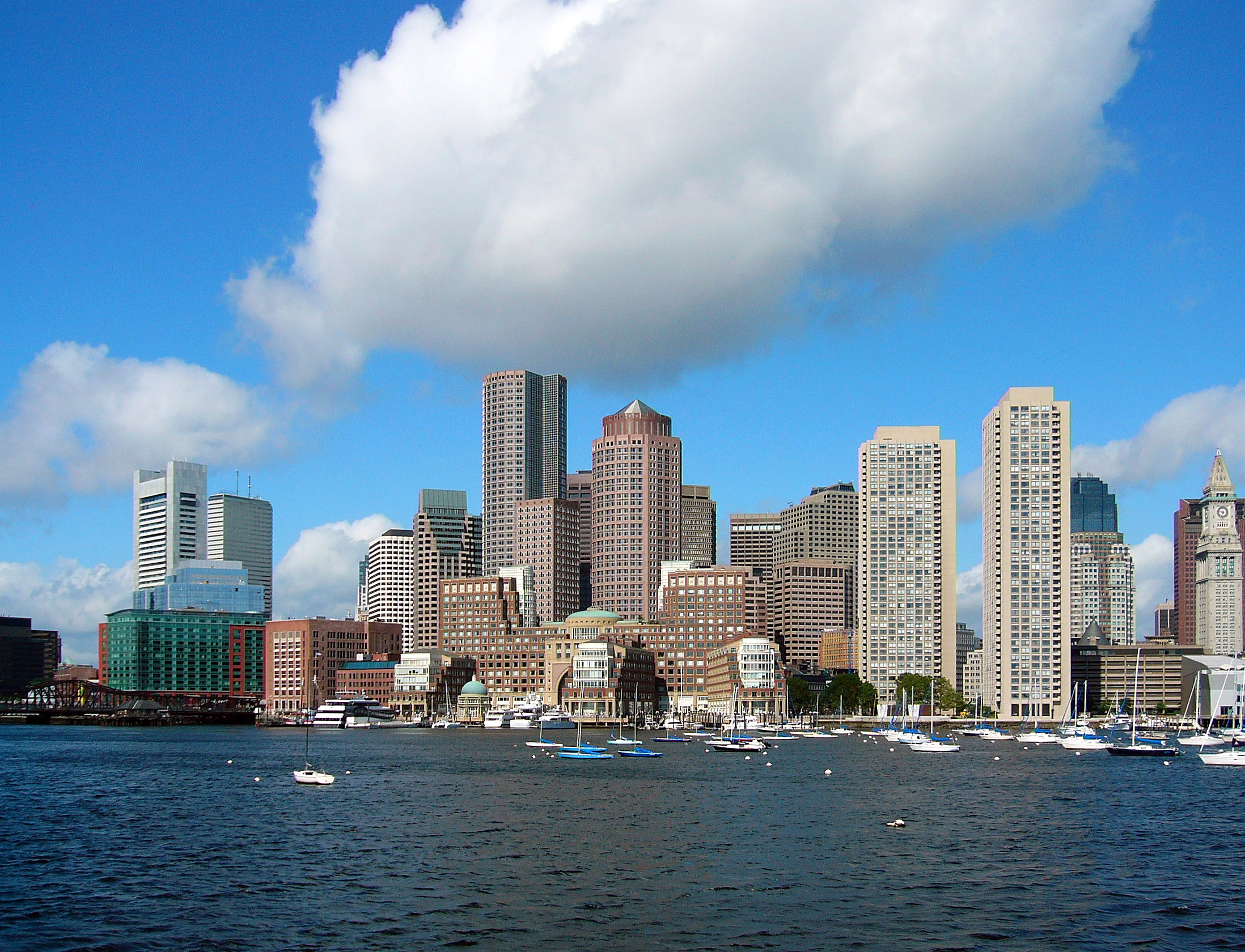
美國東北部歷史名城波士頓的天際線。

充滿了製造業的中大型城市是東北部歷史的特徵，這些城市都以有著多元化的文化聞名。然而再許多製造業因為日益高增的成本開銷而離開了城市，這造成了許多都市逐漸地沉淪以及因為經濟活動的減少而導致的都市人口外移，這更進一步的造成去都市化的現象。當然這種去都市化的現象在全美各地都可以看到，只是在東北部特別明顯。有些城市在從製造業轉型之後開始有顯現復活的跡象，例如說向醫療業、技術導向工業、及教育方面發展。
東北部地區是美國第一個在二次世界大戰後各大都市的郊區化現象的地區，但是至今在人口密集的地方許多東北部城市仍然有著非常強烈的都市特徵。最典型也最著名的例子就是位紐約市東長島地區中的利維鎮（Levittown），以及紐澤西州的郊區擴張也是郊區發展到瓶頸的重要問題，而郊區過度發展的問題可以追究到美國社會長期對汽車的依賴和大眾對大眾運輸系統的忽略。雖然在非常郊區化的東北部汽車仍是大部分人的主要交通工具，紐約交通卻以其發達的大眾捷運系統為特色，例如高使用率的紐約地鐵，若再加上服務紐約都會區的長島鐵路以及大都會北方鐵路，那這個巨大的大眾鐵路交通系統網每天的乘客量就佔了全美國鐵路的三分之一。
除了上述的之外，還有許多其他的大眾交通系統服務紐約市及其郊區；往紐澤西州有紐約與新澤西港務局的PATH（紐新港務局過哈德遜河捷運）以及新澤西捷運局的鐵路服務。除了紐約市之外，許多其他城市也有自己的區域大眾交通系統，例如說費城的SEPTA、波士頓的MBTA、匹茲堡的PATransit以及馬里蘭州的MARC Train。
今天的東北部可以被稱為一個超級都會帶，因為各個主要城市的都會圈早已擴展到互相融合的範圍了，而這種都會圈的融合更加強了其經濟政治力量，從紐約的華爾街股票交易所、華盛頓特區的K街遊說團體聚集地以及許多名校之所在便可窺知東北部對全美國甚至是全世界的影響力了。這個都會帶被稱為波士頓-華盛頓都會帶，包括三個主要的都會區：波士頓、紐約市和華盛頓特區。在交通方面，95號州際高速公路貫穿這三個都會區並將其連接起來，美國鐵路公司的東北走廊線為其提供鐵路運輸的服務。
學者瑞·泰克希拉（Ruy Teixeira）在其著作《興起的民主多數派》（The Emerging Democratic Majority）中，提出了東北部城市界線消失的說法，他們認為波士頓-華盛頓都會帶內的城市正在往文化經濟以及政治上的一致性前進，因為泰克希拉認為這種高度的社會融合可以在城市與郊區之間的選舉投票結果以及人口分布的改變中觀察到。雖然這只是一個理論說法，但是實際上的確可以觀察到人口的快速增加以及緊密連結的基礎交通建設設施在實現這個理論，尤其可在與紐約市以哈德遜河隔開的紐澤西黃金海岸（Gold Coast）可見。這塊地區因為因應人口的快速增加所導致的交通擁塞，州政府興建了哈德遜-博根輕軌鐵路系統，此輕軌系統與紐新港務局過哈德遜河捷運（PATH）以及紐澤西捷運公司的鐵路和公車系統串成一個區域性的運輸路網將整個紐澤西州北部和海岸地區與紐約市連接起來，在未來有計畫要將輕軌延伸到史泰登島。此外，波士頓及其郊區也有綿密的大眾運輸系統（MBTA）將其連接起來。除了個別都會區的大眾運輸系統之外，整個東北走廊地區的大小城市都被美國鐵路公司與各個州府管理的通勤鐵路所連接。
雖然東北部已經大量的都市化、郊區化，但除了位於95號州際高速公路附近的都會區之外，仍有許多區域尚未都市化而保有著濃厚的鄉村特徵。絕大部分的紐約上州甚至南至威斯特徹斯特郡都還是屬於鄉村地區，在長島東端的蘇福克郡和紐約州北部地區的五指湖區（Finger Lakes Region）都還有著一些有名的酒莊，其實紐約州整體而言仍然算是一個有著大量農業的州，甚至直到二十世紀末時紐約市的皇后區都還有少數的農場。許多小型的城鎮仍存在於大部分地區，例如麻塞諸塞州西部的伯克夏縣、佛蒙特州、大部分的賓夕法尼亞州、西馬里蘭州以及新罕布夏州。在工業革命之前非常重要的鄉村產業，例如農業以及礦業，其重要性都已經大幅的降低了，但是這些鄉村產業並沒有就此消失，大部分轉型成為觀光取向或是精緻農業，所以還是可以在東北部中找到此種產業。

## 經濟

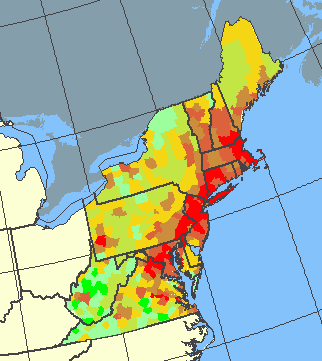
美國東北部各郡人均個人收入（以美元計）
36374 - 84044
30925 - 36373
27361- 30924
30925 - 36373
22015 - 24473
18850 - 22014
10805 - 18849

二戰前，美國東北部雖缺乏各種自然資源，但是由於此區域的歷史因素美國東北部一直有著充沛的勞工、市場、交通、以及基本建設，所以工業始終是該區主要產業，這種情況在19世紀中的工業革命之後隨著原來位於新英格蘭的傳統工業因為原料成本上漲而轉移到其他州或是外國之後大有改變。在剩下的少許工業城鎮內，許多勞工在工廠外移之後便失業了，不過在改往高科技的電腦和生物科技產業發展之後此區域失業情況便有所改善。新英格蘭地區強壯的經濟表現與大量的高收入人口可以肇因於此區域內許多的優良高等教育學府所教育出來的大量優秀人才，但是此區域緩慢的人口成長率可能會對未來的勞動人口造成負面的影響。新英格蘭現在的主要產業首要為醫療衛生產業，其次為商業服務、教育服務、保險業、以及電子產業，而生物科技與通訊產業主要集中於麻塞諸塞州的大波士頓地區。

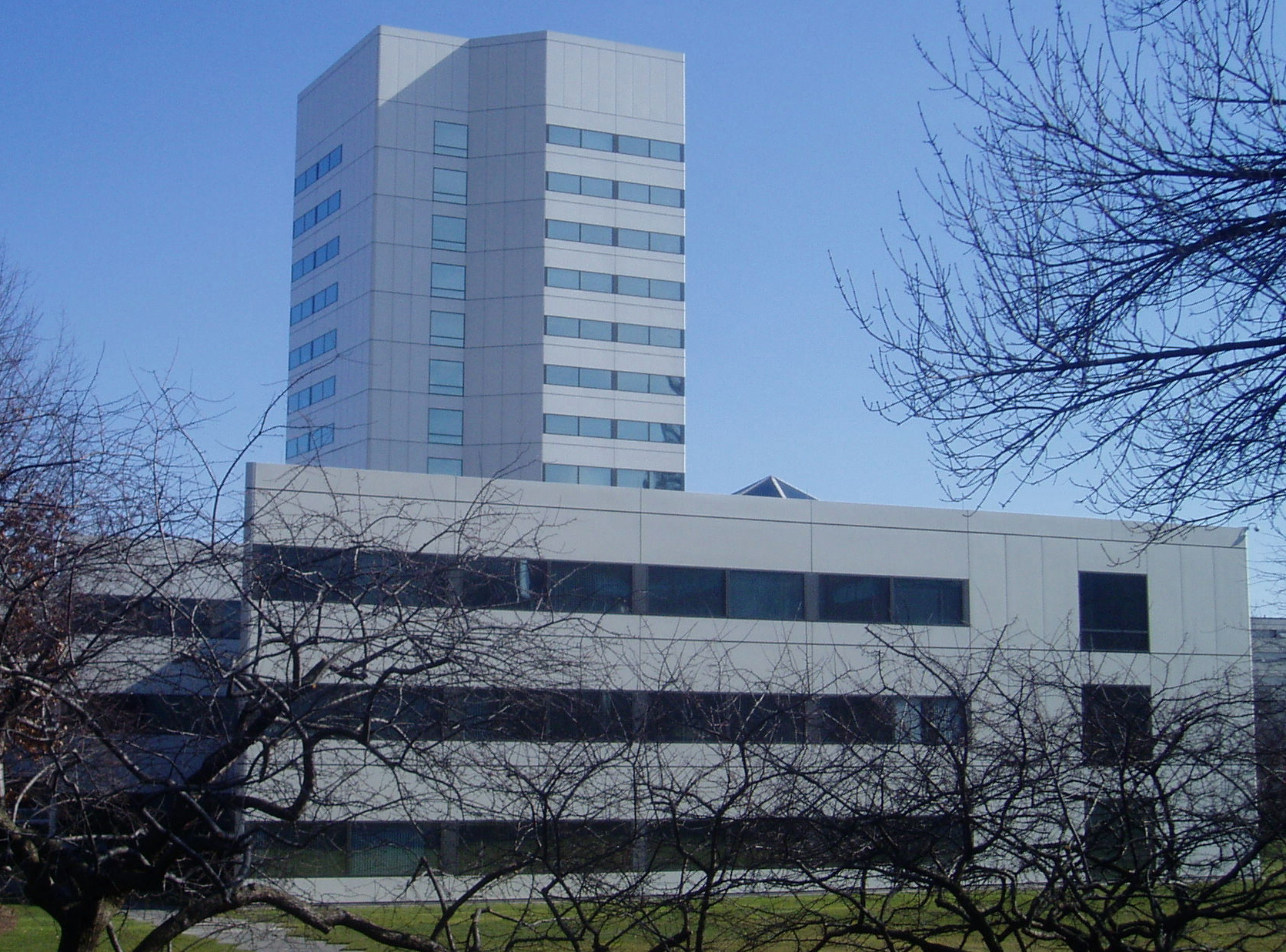
嬌生公司位於紐澤西州新布朗斯維克的總部大樓。

中大西洋地區的許多傳統重工業也像新英格蘭的工業一樣轉移至其他地區，取而代之的是製藥業以及通訊業，例如位於紐約的威訊和IBM以及位於紐澤西州的朗訊科技和輝瑞製藥以及位於費城的康卡斯特有線電視網路公司。在此區域內，紐約市與華盛頓特區有著不同且更複雜的產業：在紐約市多數的公司都是與財金或股票證券交易有關的產業；華盛頓特區的主要產業則是主要依賴美國聯邦政府及其相關的部會。
整體上來說，美國東北部的主要產業已經由傳統工業轉變為高科技與技術密集工業以及服務業，這種轉變使得東北部的人力市場改變其需求。從前的傳統工業需要的是大量的低技術勞工，但現在新的產業需要的是經過高度訓練的人才，這使得缺乏技巧訓練的一般勞工難以謀職。這種對高技術人才的大量需求和市場使得東北部得已從全球各地吸引人才前往。
美國東北部是全美國內最富裕的區域，尤其是紐約市曼哈頓的上東城可以算是全世界個人財產最集中的地方。根據2006年統計資料，康乃狄克州是此區域內最富裕的州，該州的人均生產總值是其他最貧窮州同类指标的兩倍。

## 政治
| 2000年美國總統選舉 東北部各郡勝選者得票數百分比 |                 |                 |                 |
| 民主黨 （高爾）                                 | 民主黨 （高爾） | 共和黨 （布希） | 共和黨 （布希） |
|                                                 | 80%以上         |                 |                 |
|                                                 | 70% - 79.9%     |                 |                 |
|                                                 | 60% - 69.9%     |                 |                 |
|                                                 | 50% - 59.9%     |                 |                 |
|                                                 | 50%以下         |                 |                 |

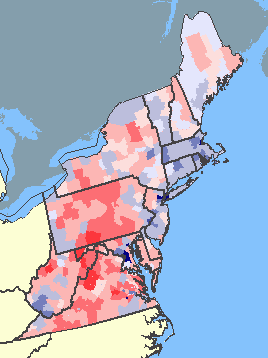

美國東北部的政治傾向非常明顯地傾向自由主義，東北部自1990年代成為民主黨的重要根據地。這在2004年美國總統選舉中約翰·凱利贏得了此區域中所有州的選舉人票清楚可見。
雖然此區域以傾向自由派出名，但此區域亦有不少搖擺州，包括賓夕法尼亞州、新罕布夏州及緬因州。賓州並不像其他州一樣由民主黨佔絕大多數，其州內的政治版圖是由兩黨所均分，現時共和黨控制賓州的州議會，但州長是民主黨人，所以共和黨或民主黨皆有可能贏得賓州的選舉人票。在2000年的總統選舉中，賓州的選票是以51-49投給了高爾，而在2004年則亦是以同樣的比例投給了凱利。另外一個也是兩黨勢均力敵但較小的州是新罕布夏州，2000年時小布希以些微的差距贏了高爾，而再2004年時新罕布夏州卻以51-49投給了凱利。

### 過去的政治傾向
美國東北部在過去主要是支持共和黨，使共和黨在1930年代前主導美國政治。尤其是在19世紀末到20世紀初之間共和黨在經濟及社會方面採取自由放任主義的政策，鼓勵開放市場及支持自由勞工的概念，因此那時的共和黨基本上是反對工會以及奴隸制度。南北戰爭後到1930年代經濟大蕭條之間的美國政治舞台可說是被來自東北部的共和黨員以及其附屬利益相關者完全佔據，而這種具有壓倒性優勢的政治勢力為美國東北部的工業社會帶來了巨大的利益以及財富，但在同時也招致其他以農業為主的地區的敵意，這些敵意直到今日還是清晰可見。
此區域內的主要城市則是傾向支持共和黨的競爭對手民主黨，並且通常會深深受到由利益贊助者所操控的政治機器運轉的影響，其中最有名的可謂為紐約市的坦慕尼協會，一直到1960年代都還可以見到其影響力。自1790年代起直到二次世界大戰之間一直有大量的移民來到美國東北部的城市，這些移民使得此區域的人口急速上升，而這些移民也通常支持民主黨，使得民主黨在東北部的城市內有著龐大的政治勢力。民主黨除了掌控著東北部城市之外亦在美國南部佔領優勢。這雖然兩股支持民主黨的勢力在歷史的流程中有時各自持有著不同的意識型態，但是除了偶見的小爭論之外並沒有任何的不和。北方城市與農業南方這兩股勢力的合作可以說是與其各自持有的觀念非常相互矛盾，因為北方民主黨通常是由愛爾蘭裔的天主教徒及工會組織等支持自由派的人士所組成，但是南方民主黨卻是由白人盎格魯薩克遜新教徒以及支持實行種族隔離的《吉姆·克劳法》人士所組成的。將這兩個充滿了矛盾以及相互衝突的黨派結合在一起的是他們對共和黨共同的厭惡：南方民主黨人士與西部前線地區的農民想追求以民粹主義和農業為主的政策，但是這與東北部共和黨的工業社會的利益有所衝突；北方民主黨人則是由白人種族主義者操控著有力的政治機器，其中以紐約市和波士頓的愛爾蘭裔最為顯著，他們支持的政策並不一定是反工業，但卻明顯的偏向減輕勞工階級貧窮的方向，這意味對工會組織的支持。另外種族主義有時也是南北兩個民主黨共通的特點，這是因為南方需要奴隸來支持其農場式經濟，而北方的白人勞工也擔心著解放黑奴之後的非裔美國人會大量的湧向北方的城市並取代白人勞工的工作。
民主黨在1930年代到1990年代初期之間在東北部除了來自工會的支持之外，在東北部這種以知識經濟等非勞力工作為主的白領社會中其經濟政策方面被視為太過於不自由放任（意指政府對市場實行大量干預以及過於保護的社會福利）。二戰後，許多白領勞工紛紛搬往郊區，這使得他們的政治理念逐漸傾向共和黨的方向，而城市仍然保持著對民主黨的支持；因此共和黨在剩下的二十世紀裡還得以在東北部保持其支持力量。二十世紀時美國東北部以外大部分的地區一直都支持民主黨，但是在1968年起因為共和黨的理察·尼克森領導的南方策略（Southern Strategy）的成功而徹底毀壞了其他區域對民主黨的支持。到了1990年代初期時民主黨開始改變它的經濟政策之後，在東北部郊區內得到非常大的成功而導致郊區變得傾向支持民主黨；而在聯邦政治層面上許多東北部選民亦放棄他們對共和黨的支持，因為共和黨被認為有著過於保守及壓迫少數的政策，而也因為民主黨新提出的經濟政策受到東北部社會的歡迎。雖然共和黨在聯邦方面被認為過度保守，但是在東北部的共和黨卻比其他地區的共和黨更偏向社會自由主義，另外直到2006年許多東北部的州長仍然是共和黨人，這是由傳統及此區域內的共和黨的明顯社會自由偏向所造成的。

### 現在的政治趨向

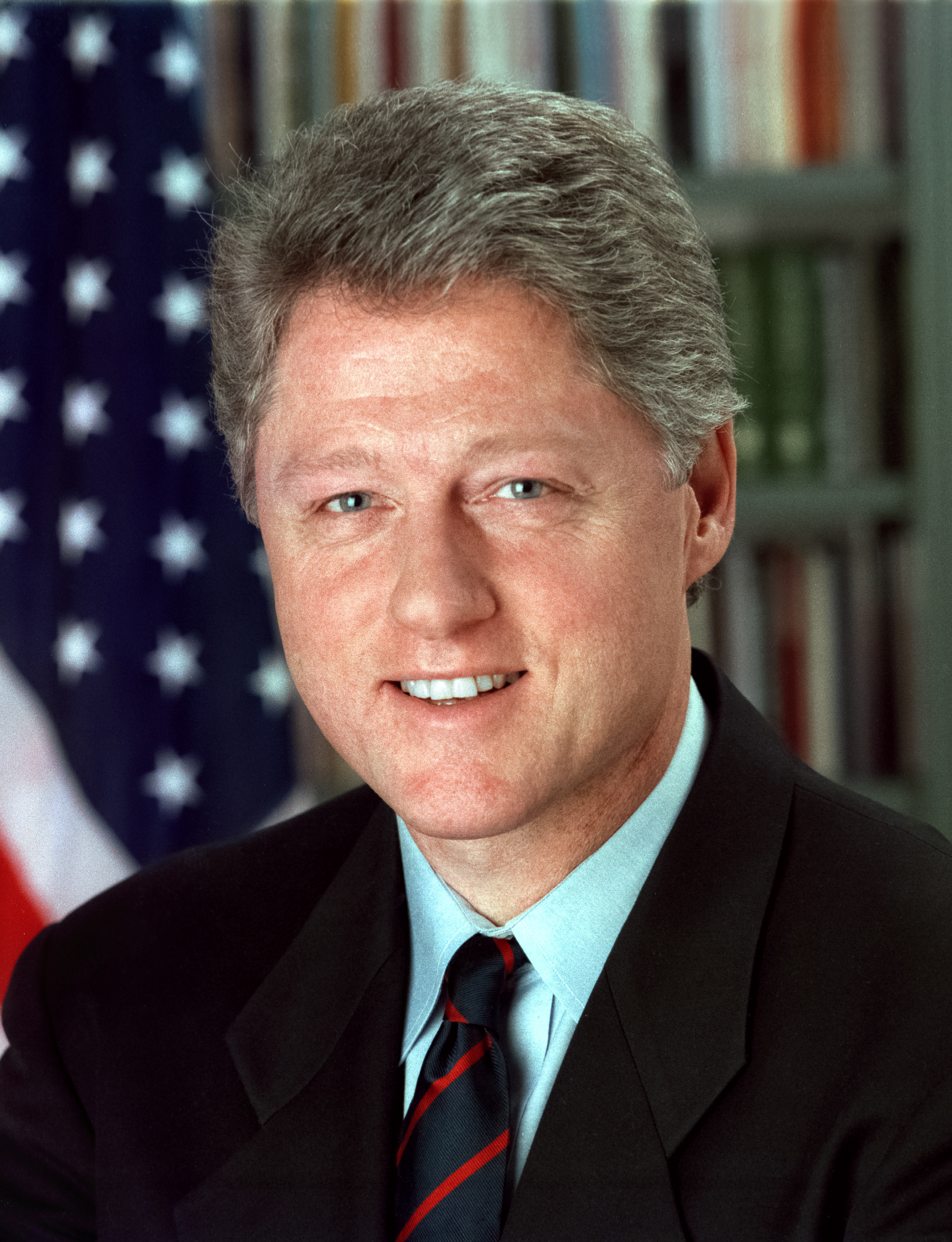
比爾·柯林頓政府在任內傾向企業，讓東北部政治光譜逐漸由右轉向左。自此，東北部成為民主黨的重要根據地。

20世紀末，美國東北部的政治主要是受到帶有強烈支持民主黨色彩的各個團體之間的合作所導致的，這些團體包括了占多數的天主教人口，這些人口在藝術、政治、學術、民權、教育等各個方面皆有大量來自東北大城受過良好教育的顯著人物、居住在城市內大量的少數民族人口、社會觀念保守但經濟觀念自由放任的藍領階級，以及社會觀念自由的紐澤西州、康乃狄克州、馬里蘭州和新罕布夏州郊區。
1992年美國總統選舉，比爾·柯林頓當選美國總統後，民主黨政府開始實行優惠大企業的政策，許多曾在1980年代支持共和黨的白人白領階級也逐漸轉向民主黨。自此，東北部成為民主黨的重要根據地。連續六次的總統大選，民主黨在東北部的州份皆以絕對多數的優勢勝出，在不少州均贏得逾六成的選票。共和黨對上一次贏得大部分東北部州分是在1988年，但這個局面在2016年被唐納·川普打破。
自美國開國之初以來，與東北部對民主黨的支持有著鮮明對比的一直是保守的南部。然而在東北部之內的城市與環繞城市的郊區亦有著大量政治上的競爭，大部分是鄉村及郊區地區與城市地區為了競爭來自州政府補助費，其中更以費城與紐約市最為明顯。不過由於波士頓-華盛頓城市帶之內的各大都會區相繼擴充而導致的城市與城市的融合以及民主黨對企業支持的態度等因素，東北部內部政治版圖上的城鄉差距正在逐漸縮小中。城市與郊區的差別也越來越小，許多過去只存在於城市的問題，例如幫派、過度擁擠、以及毒品使用等問題，亦漸漸地出現於郊區中；另外郊區也不再只由白人為主，許多城鎮也越來越種族多樣化。
從美國內戰到第一次世界大戰之間，美國東北部的大量人口造就了此區域對美國政治極大的影響力。在1790年代至二次世界大戰之間，絕大多數的美國移民都經由東北部進入美國，這大量的移民在來到美國之後便留在此區域，因為當時多數勞工需求量大的工業都聚集在此區域內。紐約州在1800至1960年代之間有著最多的移民人口，這使得紐約州成為當時人口數最多的州。在二次世界大戰後，由於東北部的工業成本升高、可用土地減少、以及強力的工會組織興起造成了許多工廠陸續的向美國其他地區遷移，少數產業更進一步的往海外發展。工業的遷出使得人口也隨著遷移至西岸和南部。到了1970年代時，加州人口超越紐約州，成為美國人口第一大州；1994年時，德州的人口也超越紐約州，使紐約州滑落為人口第三大州；根據統計預估，佛羅里達州將在2020年時超越紐約州使紐約成為人口數第四多的州。雖然紐約市仍是美國最大的城市，也是主要的移民中心，但現今大部分的移民是來自拉丁美洲，而他們的聚集地主要為亞利桑那州、加州、德州和新墨西哥州。東北部內的主要大城市如紐約市或波士頓都發展出精細的服務導向產業經濟，但其他次主要城市，例如紐約州的水牛城，則到現在仍然尚未自工業移出後所造成的經濟低迷中走出來。